# Blommersia sarotra
A Blommersia sarotra a kétéltűek (Amphibia) osztályába, a békák (Anura) rendjébe és az aranybékafélék (Mantellidae) családjába tartozó faj.

## Nevének eredete
Nevét a malgas sarotra (nehéz, bonyolult) szóból alkották, amivel azokra a nehézségekre utaltak, melyeket egyrészt az egyedek befogása, másrészt pontos elemzésük okozott.

## Előfordulása
Madagaszkár endemikus faja. A sziget keleti részén Fierenanától Andasibéig, 900–1200 m-es tengerszint feletti magasságban honos.

## Megjelenése
Kis méretű békafaj, a hímek testhossza 15–17 mm. Mellső lábai úszóhártya nélküliek, hátsókon némi úszóhártya figyelhető meg. Háti bőre sima, jellegtelen barna színű.

## Természetvédelmi helyzete
A vörös lista a nem fenyegetett fajok között tartja nyilván.